# Sokrat Starynkiewicz

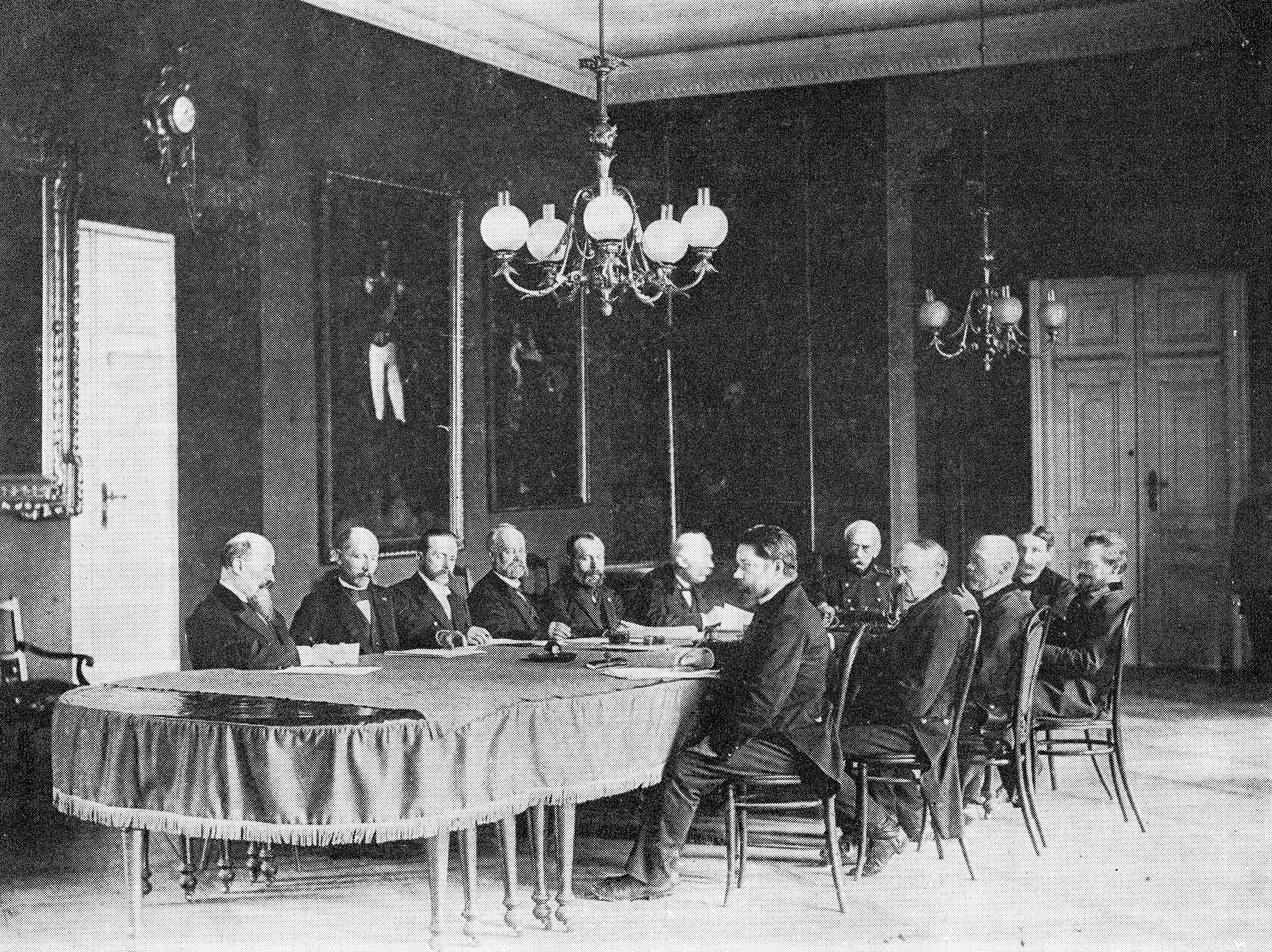
Ostatnie posiedzenie Magistratu Warszawy z udziałem prezydenta Sokrata Starynkiewicza, 1892

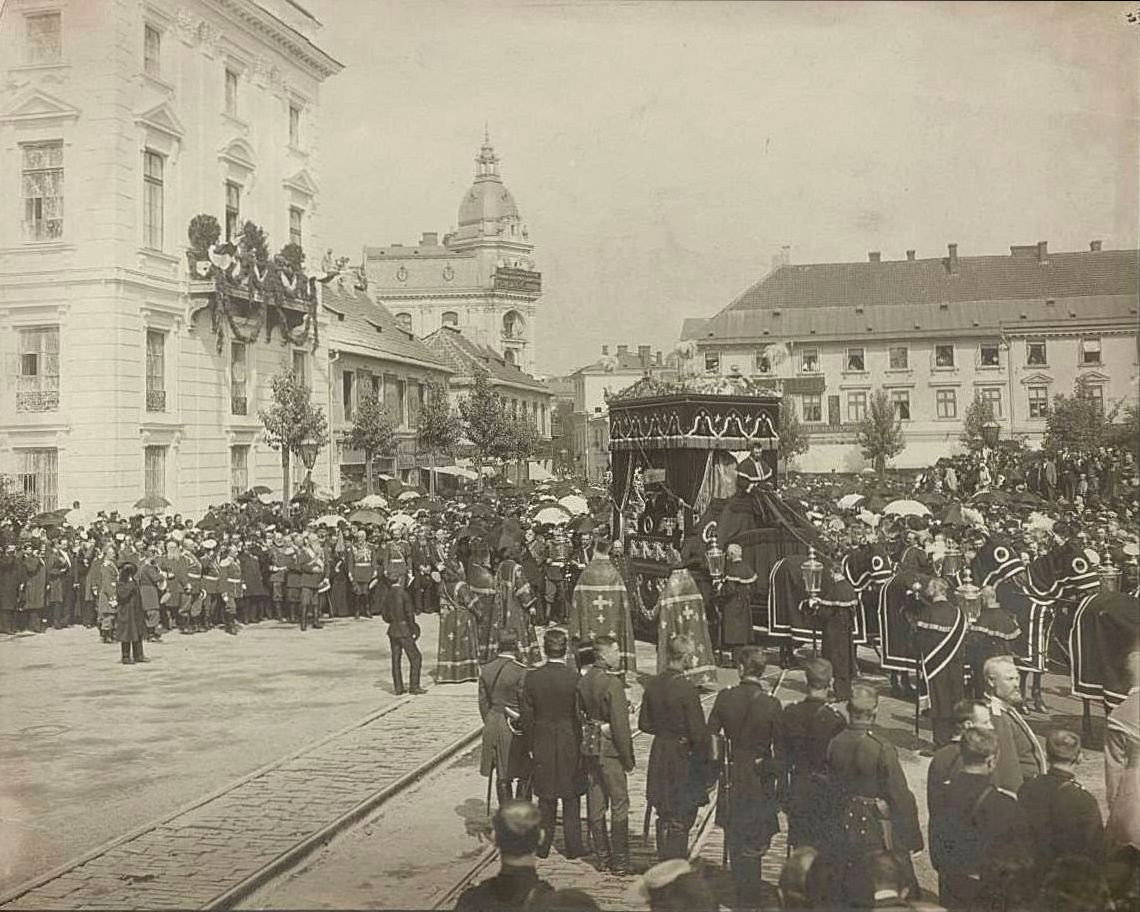
Kondukt pogrzebowy Sokrata Starynkiewicza na placu Teatralnym w Warszawie, 26 sierpnia 1902

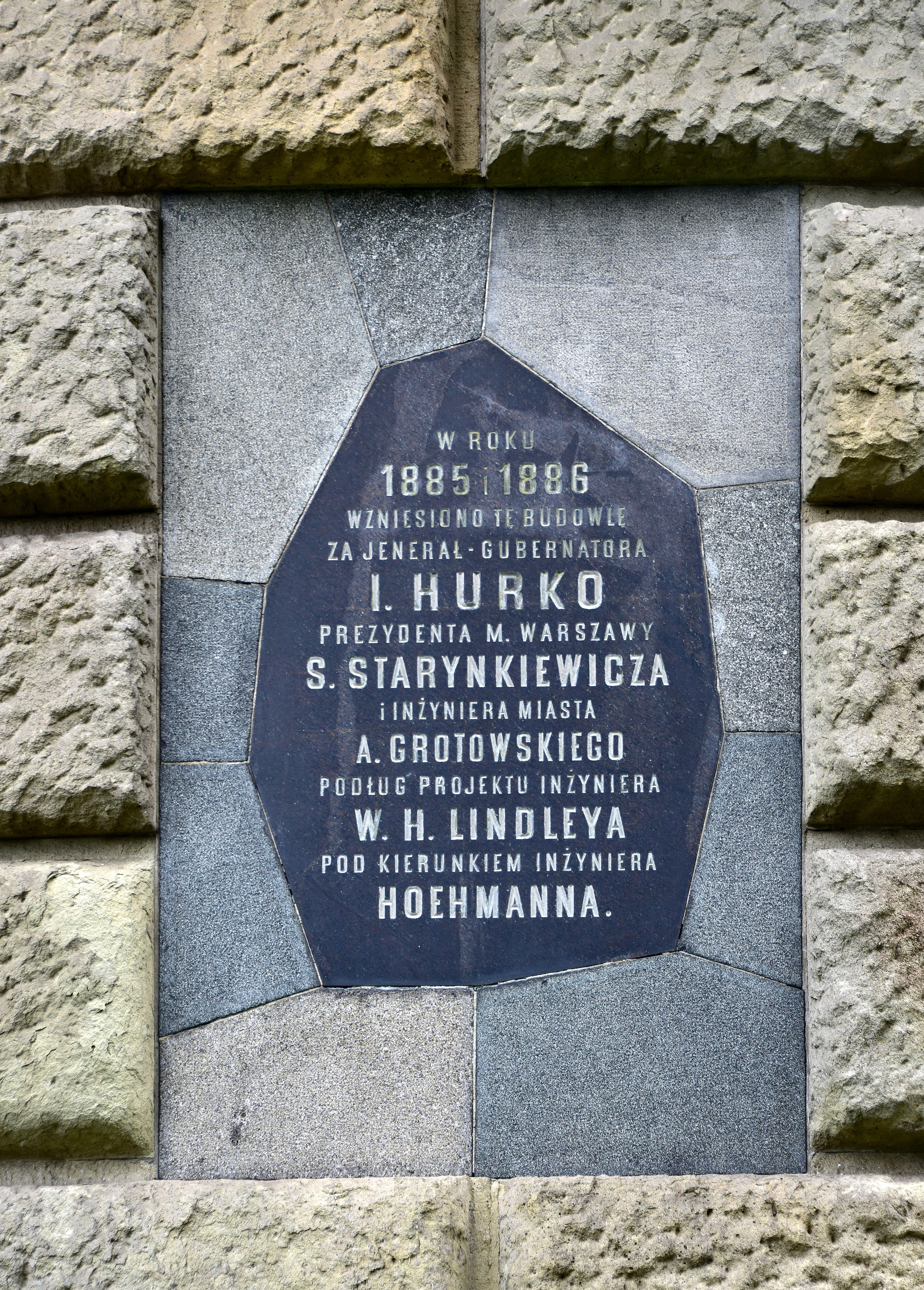
Tablica pamiątkowa na wieży ciśnień w Zespole Stacji Filtrów

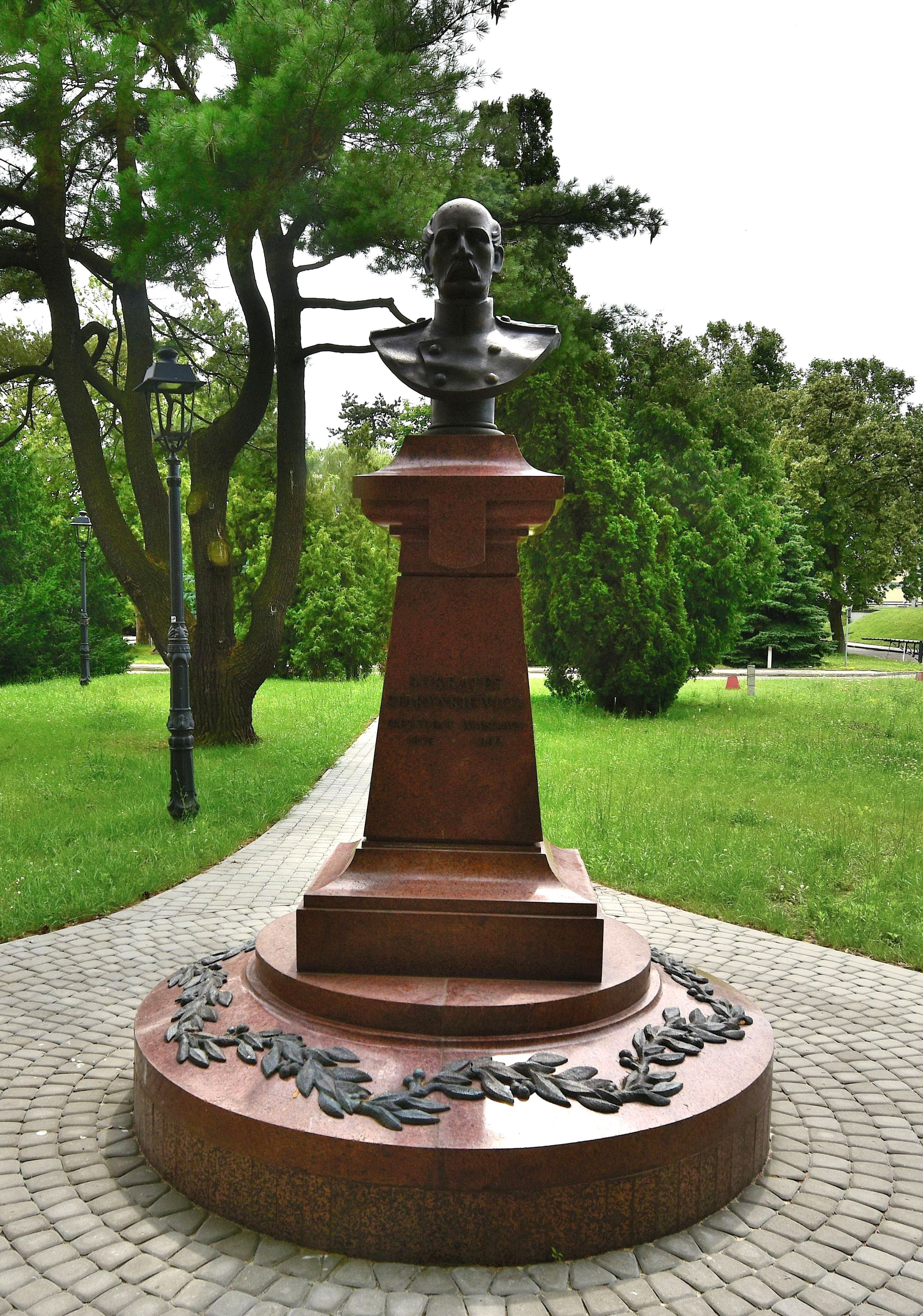
Popiersie Sokratesa Starynkiewicza na terenie Zespołu Stacji Filtrów

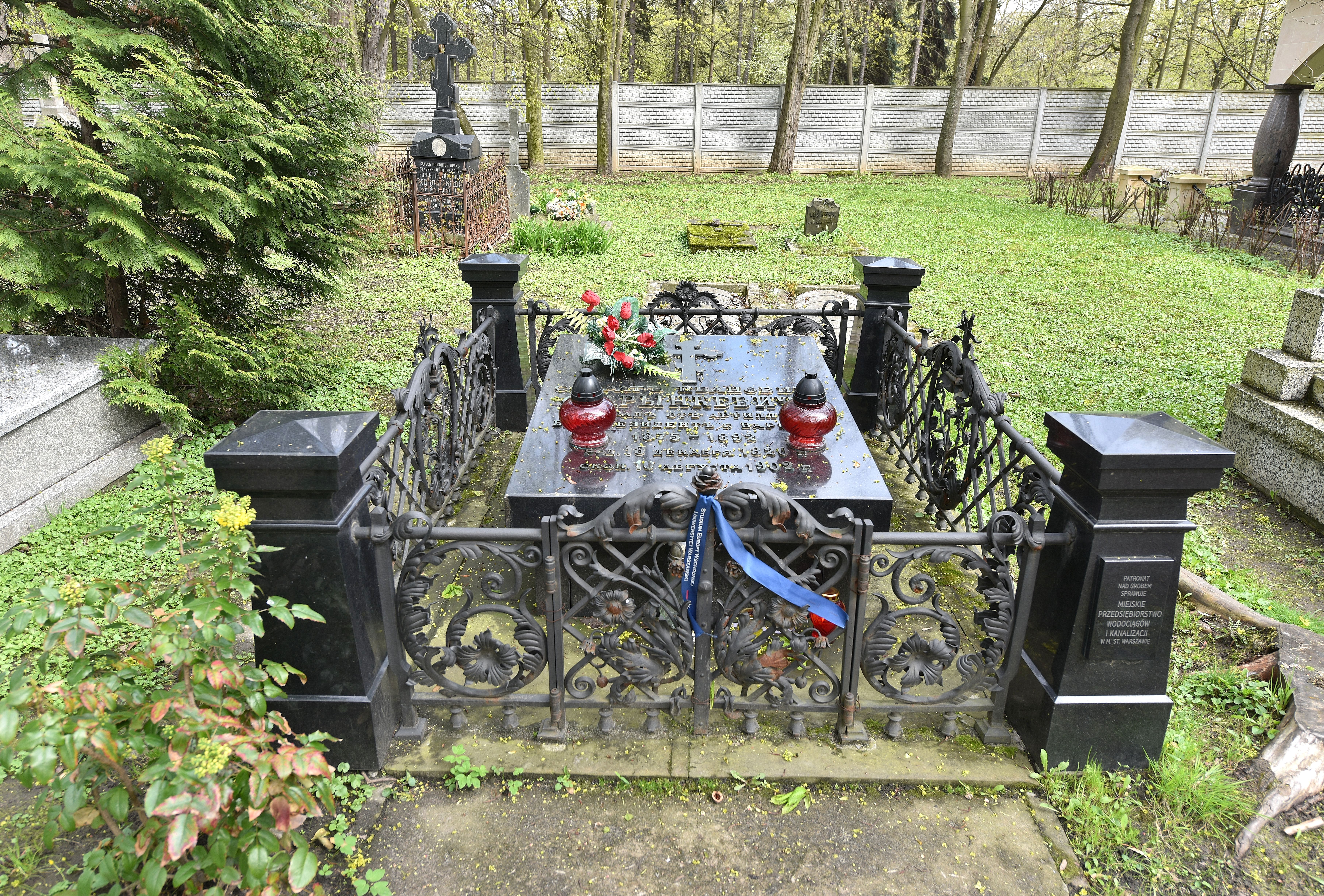
Grób na cmentarzu prawosławnym w Warszawie

Sokrat Iwanowicz Starynkiewicz, także Sokrates Starynkiewicz (ros. Сократ Иванович Старынкевич; ur. 18 grudnia?/30 grudnia 1820 w Taganrogu, zm. 10 sierpnia?/23 sierpnia 1902 w Warszawie) – generał rosyjski, pełniący obowiązki prezydenta Warszawy w latach 1875–1892.

## Życiorys
Pochodził z rodziny szlacheckiej. Ojciec Iwan był filologiem klasycznym, dyrektorem gimnazjum w Taganrogu. Był najstarszy spośród dziesięciorga dzieci Starynkiewiczów.
Uczył się w Instytucie Szlacheckim w Moskwie, który ukończył w wieku 16 lat. Po kilkunastu miesiącach służby wojskowej w artylerii podjął studia w Wyższej Szkole Artylerii w Petersburgu, którą ukończył w 1841 w stopniu podporucznika.
Po otrzymaniu stopnia oficerskiego pełnił służbę sztabową. W 1849 jako adiutant dowódcy korpusu brał udział w rosyjskiej interwencji na Węgrzech. Od 1855 roku pełnił służbę w Głównym Sztabie I Armii w Warszawie, gdzie awansował do stopnia pułkownika. W 1861 roku na rozkaz namiestnika Królestwa Polskiego dowodził akcją pacyfikacyjną przeciwko zbuntowanym chłopom pięciu gmin na Lubelszczyźnie.
Od 1863 kierował kancelarią generała-gubernatora noworosyjskiego i besarabskiego Pawła Kotzebue w Odessie; awansował wtedy na stopień generała-majora. Podczas pięciu lat pracy na tym stanowisku dał się poznać ze swojej bezkompromisowej uczciwości, a także życzliwości i uprzejmości.
W latach 1868–1871 pełnił funkcję gubernatora chersońskiego.
Po przejściu na emeryturę zarządzał majątkami księcia Anatola Demidow San-Donato (a po śmierci Demidowa w 1870 majątkami jego syna Pawła) w guberniach kijowskiej i podolskiej.

### Prezydent Warszawy
16 października 1875 na wniosek generał-gubernatora warszawskiego Pawła Kotzebue − swego dawnego zwierzchnika − został powołany na stanowisko prezydenta Warszawy (właśc. na stanowisko „pełniącego obowiązki prezydenta”, ten tytuł nie został zmieniony do końca jego urzędowania w 1892). Przyjechał do Warszawy i rozpoczął urzędowanie 1 grudnia 1875.
Po zapoznaniu się z sytuacją w swoim nowym miejscu pracy za najpilniejszą uznał poprawę stanu higieny w mieście i zdrowotności jego mieszkańców. Jego największą zasługą było zbudowanie w kolejnych latach miejskiego systemu wodno-kanalizacyjnego ze Stacją Filtrów na Koszykach, dokąd ze Stacji Pomp Rzecznych na Czerniakowie doprowadzono wodę czerpaną z Wisły.
Dzięki swojej energii i umiejętności przekonywania przezwyciężył biurokratyczne przeszkody w Petersburgu dotyczące finansowania tego wielkiego projektu, a także krytykę jego licznych polskich przeciwników (m.in. właścicieli warszawskich kamienic). Przesłanie przez Starynkiewicza szczegółów planowanych rozwiązań wodno-kanalizacyjnych do prasy wywołało bowiem medialną burzę. Odpowiadając na głosy krytyczne opublikował on wtedy kilkanaście artykułów polemicznych, przekonywał swoich adwersarzy w bezpośrednich rozmowach, a w 1880 zorganizował trzy publiczne spotkania z kierownikiem prac Williamem Heerleinem Lindleyem, w czasie których wyjaśniono wiele kwestii spornych. W 1881, po zaakceptowaniu projektu przez cara Aleksandra III, Starynkiewicz powołał Komitet Budowy Kanalizacji i Wodociągów m. Warszawy (nazywany zwyczajowo Komitetem Kanalizacyjnym) i sam stanął na jego czele. Na jednym z posiedzeń Komitetu podjęto decyzję, że przy pracach wodociągowych i kanalizacyjnych będą zatrudniani inżynierowie i robotnicy polscy oraz że materiały budowlane i półfrabrykaty będą kupowane w kraju. Budowę rozpoczęto w 1883. 
W Warszawie powstał jeden z najnowocześniejszych w Europie systemów dostarczania wody pitnej i odprowadzania ścieków, co znacząco poprawiło sytuację sanitarną miasta. Usunięcie rynsztoków i kanałów umożliwiło także podniesienie estetyki przestrzeni publicznej, urządzenie nowych terenów zielonych i nasadzenia drzew.
Inne dokonania Starynkiewicza na stanowisku prezydenta to m.in.:
- wzrost dochodów miasta (bez zwiększania obciążeń podatkowych mieszkańców) z 1,5 mln rubli w 1875 do 3,3 mln rubli w 1892[a][3]
- uruchomienie pierwszej publicznej linii tramwaju konnego (1881)[16]; w 1889 linii było 17[17]
- poszerzenie i wybrukowanie wielu ulic, tzw. kocie łby zastępowano granitową kostką, pod koniec jego prezydentury zastosowano także pierwsze nawierzchnie betonowe
- powołanie Towarzystwa Asenizacyjnego, zajmującego się wywozem z miasta nieczystości, a z brukowanych ulic także błota i śniegu (1883)
- powołanie Komitetu Plantacyjnego (1889), odpowiedzialnego za tworzenie nowych parków, skwerów i pasów zieleni, inicjatora utworzenia m.in. parku Ujazdowskiego (1893)[18]; była to druga (obok Komitetu Kanalizacyjnego) stała organizacja obywatelska działająca przy magistracie[19]
- zainstalowanie przez amerykańskie towarzystwo International Bell Telephone pierwszej centrali i uruchomienie sieci telefonicznej[3]
- otwarcie cmentarza Bródnowskiego na terenach wykupionych w tym celu przez miasto[3][20]
- renowacja kolumny Zygmunta[3]
- wystąpienie z inicjatywą budowy na cmentarzu Bródnowskim kaplicy rzymskokatolickiej (obecny kościół św. Wincentego à Paulo) i przekazanie na ten cel drewna użytego do renowacji kolumny Zygmunta[21]
- modernizacja oświetlenia ulicznego[3] (wprowadzenie na polecenie Starynkiewicza gazowych latarni dwupalnikowych zamiast jednopalnikowych)[22]
- budowa nowej gazowni na Woli[3]
- rozpoczęcie w 1885 projektu regulacji 11,7 km lewego brzegu Wisły od mostu Kierbedzia w górę rzeki[23]
- poszerzenie niektórych ulic i wytyczenie nowych[3]
- usprawnienie ruchu kołowego m.in. poprzez przebicie ul. Próżnej do placu Grzybowskiego (1880)[24] i ulicy Miodowej do Krakowskiego Przedmieścia (1888)[25];
- pozyskanie środków finansowych na wyposażenie kościoła Wszystkich Świętych (z racji pełnionego urzędu był członkiem komitetu budowy tej świątyni)[26]; budowę tego kościoła, sam będąc głęboko wierzącym prawosławnym, wspierał także ze środków prywatnych[22]
- wsparcie finansowe przez miasto restauracji katedry św. Jana i kościoła św. Anny[22]
- zbudowanie sieci skanalizowanych, ogólnodostępnych szaletów miejskich[3]
- wyodrębnienie w Wydziale Administracyjnym magistratu Sekcji Statystycznej i powołanie na stanowisko jej kierownika Witolda Załęskiego, z którego inicjatywy 9 lutego 1882[22] przeprowadzono na koszt miasta nowoczesny jednodniowy spis ludności Warszawy[27]; drugi taki spis przeprowadzono 1 stycznia 1887[22]; Starynkiewicz uważał, że statystyka jest niezbędna do kierowania gospodarką miejską[22] (pełnił także funkcję wiceprzewodniczącego Warszawskiego Komitetu Statystycznego)[28].

Cechował go proobywatelski styl sprawowania urzędu, m.in. z jego inicjatywy magistrat zapraszał przedstawicieli mieszkańców do uczestnictwa z głosem doradczym w posiedzeniach komisji planistycznych.
Za jego rządów obszar Warszawy nieznacznie się powiększył. Po zlikwidowaniu w 1875 okopów Lubomirskiego włączono do miasta cmentarze Powązkowski i żydowski. Inkorporacji uległ również obszar pomiędzy ulicami Wolską, Żytnią i Młynarską. Po kolejnych 14 latach przyłączono fragmenty Woli między ulicami Karolkową i Młynarską oraz mały obszar na Czerniakowie ze Stacją Pomp Rzecznych. W 1889 przyłączono także fragment Targówka, Szmulowiznę i Nową Pragę. Od tego czasu powierzchnia Warszawy wynosiła 32,7 km² i nie zmieniła się aż do wielkiej inkorporacji w 1916.
Starynkiewicz nie mówił po polsku, ale doskonale ten język rozumiał. Jego mieszkanie przy ul. Rysiej 5 stało otworem dla wszystkich. Na jego prośbę Polacy rozmawiali przy nim w ojczystym języku, sam używał rosyjskiego (lub francuskiego w rozmowach z Polakami nieznającymi rosyjskiego). Prasa warszawska określała go jako „Nasz Szanowny Prezydent”, co cenzura zmieniała na „Jego Ekscelencja jenerał-major S.I. Starynkiewicz”. Jego liczne artykuły, które pisywał do warszawskich czasopism, były tłumaczone na język polski przez jego przyjaciela Józefa Keniga.
W latach 1875–1895 był członkiem Warszawskiego Towarzystwa Dobroczynności, a na przełomie lat 80. i 90. XIX wieku był przewodniczącym Wydziału Tanich Kuchni towarzystwa. Udostępniał sale magistratu w pałacu Jabłonowskich na imprezy świąteczne dla ubogich dzieci, amatorskie przedstawienia z których dochód był przeznaczony na cele dobroczynne, a także filantropijne koncerty. Organizował także pomoc dla powodzian podczas wylewów Wisły (największe miały miejsce w latach 1880, 1884 i 1888).
Zakończył urzędowanie 12 września 1892. Pozostał w Warszawie. Współpracował ze swoim następcą Mikołajem Bibikowem. W uznaniu zasług przyznano mu bardzo wysoką emeryturę w wysokości 3 tys. rubli rocznie.
Zmarł w Warszawie. W jego pogrzebie wzięło udział około 100 tys. osób. Zgodnie ze swoim życzeniem został pochowany na cmentarzu prawosławnym na Woli – w jego zachodniej części, przy cerkwi Włodzimierskiej Ikony Matki Bożej (wcześniej i obecnie kościół św. Wawrzyńca). W związku z zamknięciem dla pochówków części nekropolii, która przylegała do zwróconej w 1916 Kościołowi katolickiemu świątyni, jego ciało zostało ok. 1932 ekshumowane i pochowane w obecnym miejscu we wschodniej części cmentarza prawosławnego (kwatera 42).
W swoich pamiętnikach wielokrotnie podkreślał, że jest rosyjskim patriotą. Jednocześnie jest uważany za jednego z najbardziej kompetentnych i zasłużonych prezydentów miasta, cieszył się uznaniem już współczesnych (m.in. Bolesława Prusa i Aleksandra Świętochowskiego). Był powszechnie lubiany i szanowany przez mieszkańców Warszawy za uczciwość, pracowitość oraz życzliwość dla Polaków.

## Życie prywatne
Sfera jego życia prywatnego przez długi czas pozostawała „białą kartą”, do czasu pojawienia się w 2000 r. na wystawie w Muzeum Historycznym m. st. Warszawy pt. „Sankt Petersburg i Warszawa na przełomie XIX i XX wieku” jego zamieszkałej w Paryżu prawnuczki, Elizabeth Starynkevicz-Millet. Udostępniła ona później kuratorowi tej wystawy, Andrzejowi Sołtanowi, kopię dziennika S. Starynkiewicza pisanego w latach 1887–1897. W 2005 dziennik został wydany przez Państwowe Wydawnictwo Naukowe.
Był żonaty z Tatianą z domu Tukałową (nazywał ją „Taniczką”). Miał czterech synów i córkę. Najstarszy, Aleksander, lekarz chirurg w Szpitalu Ujazdowskim, zmarł w 1883 w wyniku zakażenia, którego nabawił się podczas operacji. Został pochowany na cmentarzu prawosławnym w Warszawie. Najmłodszy – Paweł – zmarł na gruźlicę. Pozostali dwaj to Konstanty, który wybrał karierę wojskową, dosłużył się stopnia generała i będąc gubernatorem symbirskim, zginął w 1906 w Charkowie w wyniku zamachu bombowego, oraz Dymitr – który był anarchistą, sprzyjał rewolucji październikowej i zmarł w 1919 r. w Rostowie. Najmłodsza z rodzeństwa – Maria – zmarła w 1941 podczas blokady Leningradu.

## Odznaczenia
- Order Orła Białego[32]
- Order Świętej Anny (I i III klasy)[32]
- Order Świętego Włodzimierza (II i IV klasy)[32]
- Order Świętego Stanisława[32]
- Order Leopolda (I klasy)[32]
- Order Korony Żelaznej[32]

## Upamiętnienie
- Plac Sokratesa Starynkiewicza, założony i nazwany imieniem prezydenta w 1893[28][38]. Przed utworzeniem placu, w 1892 nazwę Sokratesa Starynkiewicza nadano czasowo ul. Filtrowej[39].
- Popiersie z 1907 dłuta Jana Woydygi znajdujące się na terenie Zespołu Stacji Filtrów Williama Lindleya[37]. Zniszczone podczas powstania warszawskiego, zostało zrekonstruowane w 1996[40].